# Bruna Bajić
Bruna Bajić (Split), hrvatska umjetnica. Redateljica dokumentarnih filmova. Prva je magistrica filma, medijske umjetnosti i animacije u Hrvatskoj. Redateljica dokumentarnog filma Modri kavez i o Maksimu Mrvici. Napisala je knjigu Redateljski memoari: Put u Modri kavez te knjigu za djecu Modri horizonti i njihovi čuvari, zamišljena kao ”uputstvo za uporabu” emocija s kojima se roditelji i djeca susreću prigodom rastanaka, čestih u pomoračkim obiteljima. Bruni su roditelji podrijetlom iz Boke. Kći je kapetana duge plovidbe. Njen film Modri kavez prijavljen je na brojne svjetske festivale. Film se bavi strukom i emotivnim životom ljudi koji su život proveli na moru. Posvećen je pomorcima, njihovim emocijama i avanturama, odlascima i dolascima, onoj skrivenoj strani profesije o kojoj dovoljno i previše znaju samo obitelji koje tako godinama i desetljećima žive.